# イマーシブシアター
イマーシブシアター（Immersive theater）は、2000年代にロンドンから始まり、以降ニューヨークを中心に注目を集めている体験型演劇作品の総称。伝統的に「観客が客席に座り、ステージ上の演者を鑑賞する」ものであった演劇を、「観客が自ら行動し、 演者と同じ空間に同居しながら物語の一部として作品に参加する」形式へと転換し、綿密な空間設計や五感を刺激する演出を通じて、観客を物語世界に深く没入させることを特徴とする。観客の行動ルールは作品によって異なり、パンチドランクの『Sleep No More』にみられる「自由回遊型」や、Third Rail Projectの『Then She Fell』にみられるような演者に誘われる「誘導型」などある。

## 特徴
イマーシブシアターの「イマーシブ（immersive）」は、「没入感のある」「没入型の」という意味。「ステージ上（または演者のためだけの空間）において演じられるパフォーマンスを、観客が固定された座席に座って鑑賞する」という伝統的な構図を取り払うことで、いわゆる「第四の壁」を破り、観客をパフォーマンスそのものに没入させることを目指すという点が、イマーシブシアターの特徴である。この点で、1960年代に流行したハプニングや環境演劇、それらに続くインスタレーションアートやパフォーマンスアートの実践と、フィジカル・シアター、ビジュアル・シアターの融合された形式としてイマーシブシアターをとらえる見方もある。（なお、脱出ゲーム、謎解き、ARなどは、イマーシブ「シアター」でなく、イマーシブ「体験」に該当する。）
現代のイマーシブシアターには、演者と観客の間に見られる関与の程度や種類に基づいて幅広い定義があるとされ、批評家の間でも議論がある。共通する特徴としては、おおむね以下のような観客の没入感を高めるための仕掛けが挙げられる。

### 空間設計
ステージを取り払ったイマーシブシアターでは、大きな多階層の建物から屋外のオープンエリアまで、さまざまな種類の環境が空間として用いられる。ホテル、倉庫、病院、ナイトクラブといった既存の役割を持つ場所が用いられることも多い。いずれにしても、「ステージと客席があればよい」のではなく、作品のテーマに沿った特定の場所（site-specific）が用いられる（作り出される）、ということが特徴である。観客の没入感を高めるため、空間づくりにはディティールに至るまで大きな比重が置かれる。複数の部屋を用いて、観客が部屋から部屋へと移動することができるようにすることも多い。この場合、内装を変えることによって、各部屋でまったく別のシーンを展開することができる。各部屋には、暗い、明るい、カラフル、寒い、暖かい、香りがする、あるジャンルの物を詰め込む、など、演者が望む雰囲気を表現するために、さまざまな工夫が施される。たとえば特定の感情に対応する明るい色を使うことで、演者は言葉を発したり動いたりする前から観客の気分をつかむことができる。空間は、観客の視点を変えるための強力なツールとなる。

### 五感への刺激
観客は、五感のうち複数またはすべてを刺激されながら物語を体験する。劇中で観客が実際に飲食をする場合や、聴こえてくる音に集中させるために観客が目隠しをするという演出、部屋ごとに異なる香りを感じられる仕掛け、さらに舞台装置や小道具に触れながら探索をする機会が提供されることもある。演者とのインタラクティブなやりとりが可能な場合もある。また音響についても同様に、観客を作品の中に同居させ、作品世界に没入できるよう工夫されている。

### 観客という役割を離れた個別的体験
こうした様々な仕掛けの施された空間で行われるパフォーマンスは、ある程度直線的に順を追って体験できるように設計される場合と、広い空間を観客自身の選択によって探索しながら体験できるように設計される場合とがある。前者の場合、観客は少人数のグループに分かれて1人または複数の演者によってガイドされたり、タスクを与えられたりする。どちらの場合でも、個々の観客の「体験」が焦点となる。
このような設計の中で観客は、物語の中であるレベルの積極的な役割を果たすことを期待される。これにより観客一人一人は、社会的な役割としての「観客」を離れて、劇中で何らかの役割を与えられた人物として行動することになる。すなわち、演者と同じ物語空間に同居することになる。多くの場合、その役割に関する年齢、性別、職業などの具体的な属性は伏せられている。
観客の行動によって、エンディングや物語の筋が変化する場合もある。たとえば、フォンドゥーズが考案したビスポーク・シアターでは、観客の参加をプリプロダクションにまで広げており、各公演が脚本レベルで観客ごとにカスタマイズされる。また、サスペンスや不安といった要素が利用されることも多い。これは観客が自分のコンフォートゾーンから離れることで、物語を進めるために必要な秩序や構造を維持できると同時に、より没入度を高めリアルな行動や反応を引き出せるためである。

## 海外におけるイマーシブシアター
現代のイマーシブシアターのパイオニアは、2000年にフェリックス・バレットによってロンドンで設立されたカンパニー、「パンチドランク」であると言われる。同年の初演作品は、ゲオルク・ビューヒナーの『ヴォイツェック』を、廃墟となった兵舎を舞台にして、様々なジャンルを融合させながら翻案したものだった。観客は専用のマスクをつけて自分のペースで自由に作品を体験し、各所を探索することを促された。
パンチドランクはその後も『赤死病の仮面』『桜の園』『ファウスト』といった古典演劇の作品を下敷きにして、観客は受動的な存在だという従来の演劇における想定を覆すような演出手法で作品を作り上げていった。こうした独特の演出がロンドンで話題になり、「イマーシブシアター」という名称で英米を中心に広がっていった。
中でも『マクベス』を下敷きにした作品『Sleep No More』は、イマーシブシアター作品の金字塔とされ、後の作品にも大きな影響を与えた。同作は2003年にロンドンで初演された後、ニューヨークのオフ・ブロードウェイで初上演され反響を呼ぶと、2011年にはマンハッタン・チェルシーにあった廃墟のマッキトリックホテルを『Sleep No More』専用劇場として改装し、常設型イマーシブシアターとしてロングラン上演されることになる。なお同作は2011年にドラマ・デスク・アワードのユニーク・シアトリカル・エクスペリエンス賞（Unique Theatrical Experience）を受賞している。
この他にも、2000年代以降主に欧米で多くのカンパニーがイマーシブシアターを標榜した公演を行っている。

## 日本におけるイマーシブシアター
日本におけるイマーシブシアターは、数十名レベルの小規模なもの、期間が限られているものなどが大半であり、一般的な認知は広がっていない。そのなかでも代表的な作品は以下のようなものがある。

### 代表的な作品

#### 「ホテル・アルバート」シリーズ
ユニバーサル・スタジオ・ジャパンで実施する「ハロウィーン・ホラー・ナイト」内のアトラクションとして2018年、2019年に開催された。テーマパーク・遊園地施設としても日本初導入であったほか、大規模な上演形式・動員数であったため、日本での本格的なイマーシブシアター形式が知られる先駆け的な演目となった。

##### 「ホテル・アルバート」
- 開催期間：  2018年9月7日（金）～11月4日（日）
- 上演時間：約60分
- 開催場所：ユニバーサル・スタジオ・ジャパン　ステージ１８
- ハロウィーン・ホラー・ナイト内、「大人ハロウィーン」の一環として導入された。
- 約４０年前の華やかな高級ホテルをコンセプトにし、ホテル内の煌びやかなシャンデリアが飾られたロビーや本物のアンティーク家具を配した豪華な客室などを歩き回りながら体験する形式。
- アトラクション体験後に利用できるラウンジでは、アルコールなどのオリジナルドリンクが提供された。
- プロデューサーは、「ハロウィーン・ホラー・ナイト」の統括を担当した津野庄一郎（現：株式会社刀 シニア・クリエイティブ・ディレクター）が務めた。[19][20]

##### 「ホテル・アルバートⅡ　レクイエム」[21][22]
- 開催期間：2019年9月6日(金)〜11月4日(月・祝)
- 上演時間：約60分
- 開催場所：ユニバーサル・スタジオ・ジャパン　ステージ18
- 前年の「ホテル・アルバート」の完売続出の人気を受け制作された、続編にあたる演目。
- 朽ち果てた豪華ホテルを舞台に、恐怖の物語が繰り広げられていくストーリー。ゲストはレースの仮面を着用して物語に参加した。

#### DAZZLE
日本で初めて「イマーシブシアター」という言葉を使って上演された作品としては、ダンスカンパニー・DAZZLEによる2017年（2018年に再演）の『Touch the Dark』が挙げられる。会場は不詳（チケット購入者のみに知らされる）、建物一棟全てを使った世界観作り、物語内で観客に役割を担わせるといった欧米のイマーシブシアターの要素を多分に盛り込んだ演出で、再演を含めチケットは即完売という人気を博した。その後もイマーシブシアター『SHELTER』の上演や、東京ワンピースタワー × イマーシブシアター「時の箱が開く時」や京都での屋外イマーシブシアター「岡崎明治酒場」のプロデュースなど様々な形のイマーシブ型公演を手がけたDAZZLEは、このジャンルの国内における先駆的な存在とされる。2021年6月5日からは、閉業を控えたお台場のヴィーナスフォートにおいて、日本初の常設型イマーシブシアター『Venus of TOKYO』を1日3公演、毎日上演した。2022年3月27日の千秋楽までの公演回数は877回を数えた。同作は長期間に渡る常設公演である点の他にも、DAZZLE以外から多くの客演ダンサーを迎えてのダンスを中心としたパフォーマンス、新型コロナウイルス感染症の感染拡大下において演者も観客もマスクを着用し、公演中ほぼ声を発しないという演出、毎日1公演分のオンライン生配信時に視聴者がSNSを通じて行う選択が物語に介入する仕掛け、といった試みにより特徴づけられる。

### daisydoze（旧dramatic dining）
daisydoze は「日本独自のイマーシブシアターを世界に届ける」をビジョンに掲げ、2018年よりイマーシブシアターを発表しているクリエイティブユニット。イマーシブシアター脚本・演出の竹島唯と、アートディレクション・ダンス演出の近藤香の2名で構成される。実在する場所を活用したサイトスペシフィックな作品を作るのが特徴。その土地の歴史や神話を調べ上げ、日本の文化にストリートダンスをシームレスに融合する作風は、海外からの評価も高い。日本で初めて、イマーシブアートの専門誌 no proceniumに「今注目のイマーシブシアター」として特集された。
劇団名の「デイジードーズ」とは「一級品のまどろみ」を意味する。観客に、自分の肉体を忘れ、現実から幻想に入っていくような体験をもたらすことを期待している。そのため、高い没入感のある体験を目指しており、自ら会場を動きまわったり、謎解きをさせる従来の日本の作品とは違い、登場人物に誘導されながら少人数で空間を浮遊するようなフォーマットが特徴的。
daisydoze の主な作品として、2020年に発表した『Shadows of the Flower』がある。浅草花柳界全面協力の元、浅草観音裏に現存する料亭4件と、芸者の稽古場である見番を舞台に、街全体を巻き込んだ作品。浅草花柳界全面協力の元、現役の浅草芸者も登場した。この芸者とストリートダンサーの異色のコラボレーションは話題を呼び、初の大型公演にもかかわらず、チケットは3日間で完売。その後、文化庁の協力の元、デジタル配信を行った。また、スピンオフとして「コロナ禍だからこそできるイマーシブシアターと」いうコンセプトで『粋人たちの隠れ家』を発表。NHK首都圏ニュースでの特集や、革新的なプロジェクトとしてQWSにも選出された。2022年には、東京ファッションウィークにて、ファッションブランド「沈み」のイマーシブ形式のショー演出を担当。「感情をまとえ」をコンセプトにしたデザイナーの意図を汲み取り、感情を体現したダンサーと、それをまとうモデルという表現は、話題となった。また、同年には日本橋のアートホテル BnA_WALLにて『Dancing in the Nightmare - ユメとウツツのハザマ』を発表。日本橋に今も残る川柳「日本橋竜宮城の港なり」を元に、浦島太郎の夢をテーマとした作品。1つ1つの部屋がアーティストによって作り込まれた当ホテルの特徴を作品にうまく盛り込んだ演出は、海外のメディアにも取り上げられ、話題となった。2023年12月には、主催に公益社団法人日本芸能実演家団体協議会［芸団協］、東京アート＆ライブシティ構想実行委員会、制作協力に東宝株式会社演劇部が並んだ、団体最大規模の公演を日本橋BnA_WALLにて上演することが発表された。

#### 没入型ドラマティック・レストラン「豪華列車はミステリーを乗せて」[35]
- 開催期間：2023年5月20日（土）～公演中
- 上演時間：約90分
- ユニバーサル・スタジオ・ジャパン「ホテル・アルバート」の導入を中心となって率い、「ホテル・アルバート２ ～レクイエム～」の製作総指揮を務めた、興山友恵（株式会社刀 クリエイティブ・ディレクター）が中心になって開発。構想から1年半をかけて開演した。
- 西武園ゆうえんちに2023年3月に登場した「食堂車レストラン 黄昏号」のレストラン施設を使い上演される。列車で起こる事件に探偵や富豪の娘などの登場人物とともに巻き込まれるというミステリー形式。列車の御披露目走行に招待客として参加するゲストは、アフタヌーンティーセットを飲食しながらショーに参加する。

#### 泊まれる演劇
先述の『Sleep No More』を参考にして企画され、舞台となるホテルにそのまま宿泊して物語に没入できるという「泊まれる演劇」プロジェクトも公演回数を重ねている。

### イマーシブ・フォート東京
先述の常設型イマーシブシアター『Venus of TOKYO』 の開催場所であった旧ヴィーナスフォートの跡地に、12種類のイマーシブシアターが設けられる。施設内全てのアトラクションがイマーシブシアターのみで構成される世界初のテーマパークとなる。